# كوليكو فيجن
كوليكو فيجن (بالإنجليزية: ColecoVision)‏ هو نظام ألعاب فيديو من الجيل الثاني من إنتاج شركة كوليكو صدر في أغسطس 1982. قدم كوليكو فيجن رسومات ونمط لعب قريب من ألعاب الآركيد. صدر له قرابة 145 لعبة على هيئة خرطوشة روم بين عامي 1982 و 1984. في عام 2009، قام موقع آي جي إن بوضع كوليكو فيجن في المرتبة 12 من 25 في قائمة أفضل أنظمة ألعاب الفيديو. رغم المبيعات العالية في سنته الأولى، انخفضت مبيعات الجهاز في بداية 1984 بشكل كبير متأثرة بالانهيار الذي حصل لسوق ألعاب الفيديو في عام 1983.

## صور

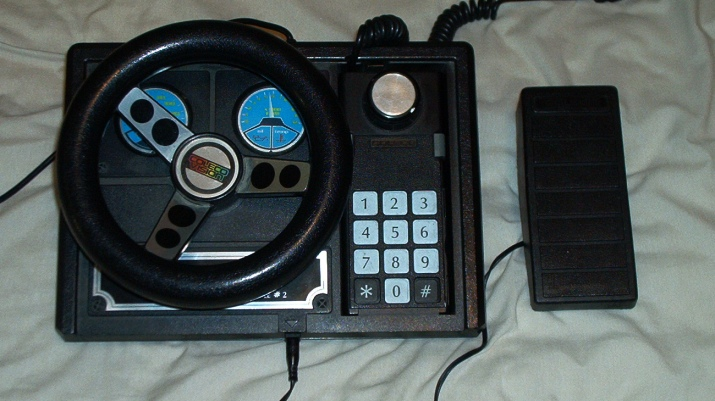
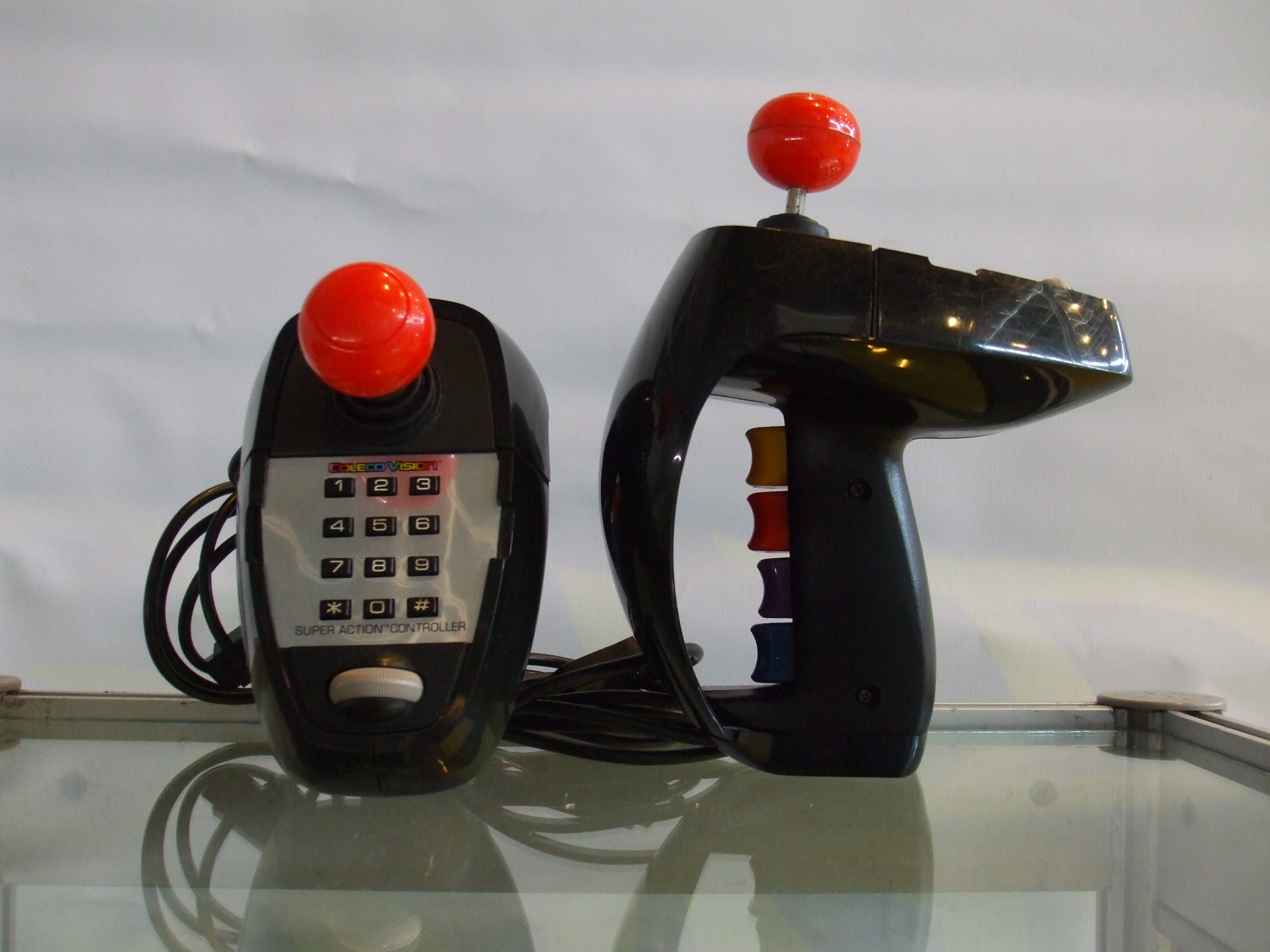
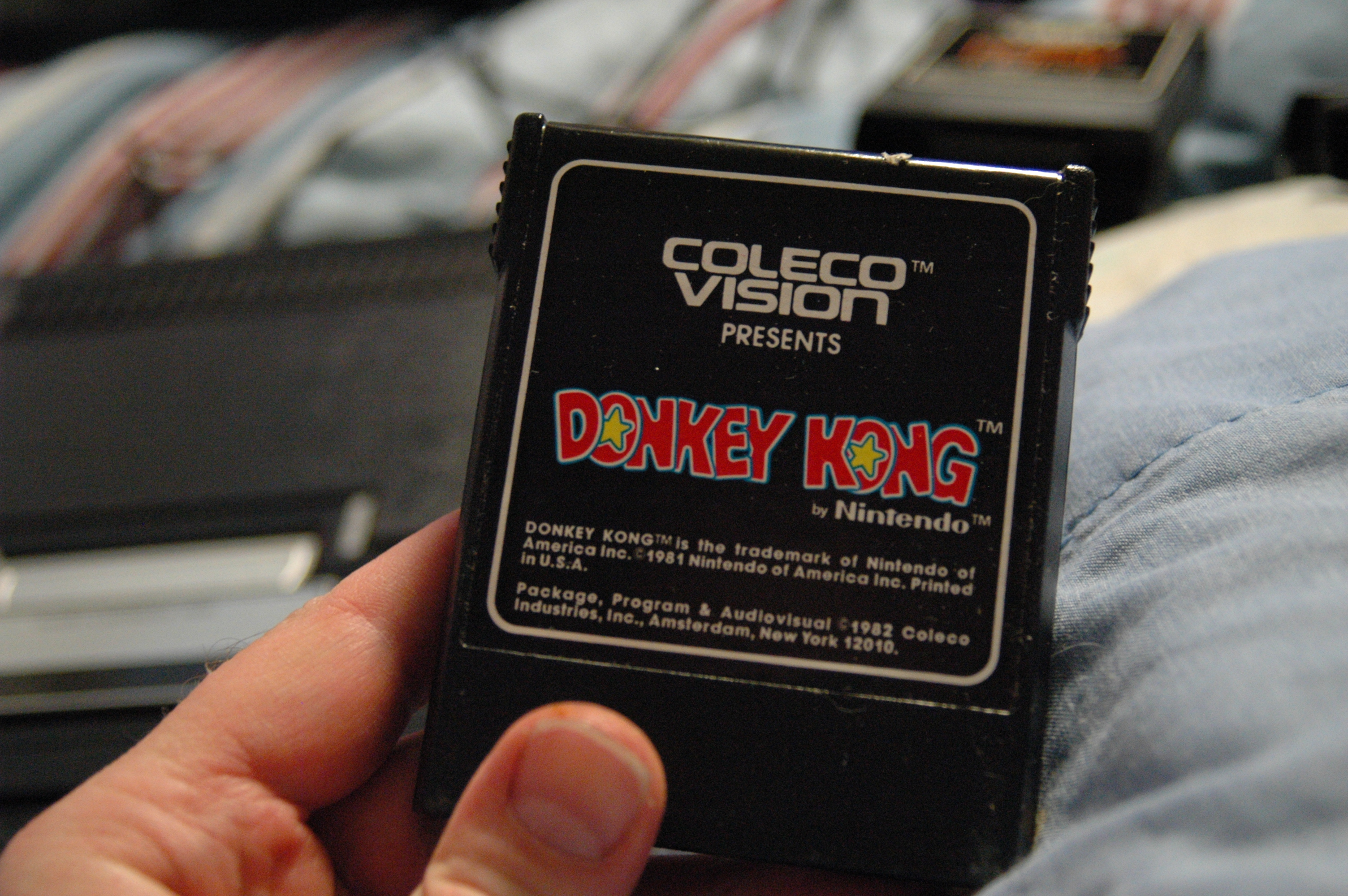
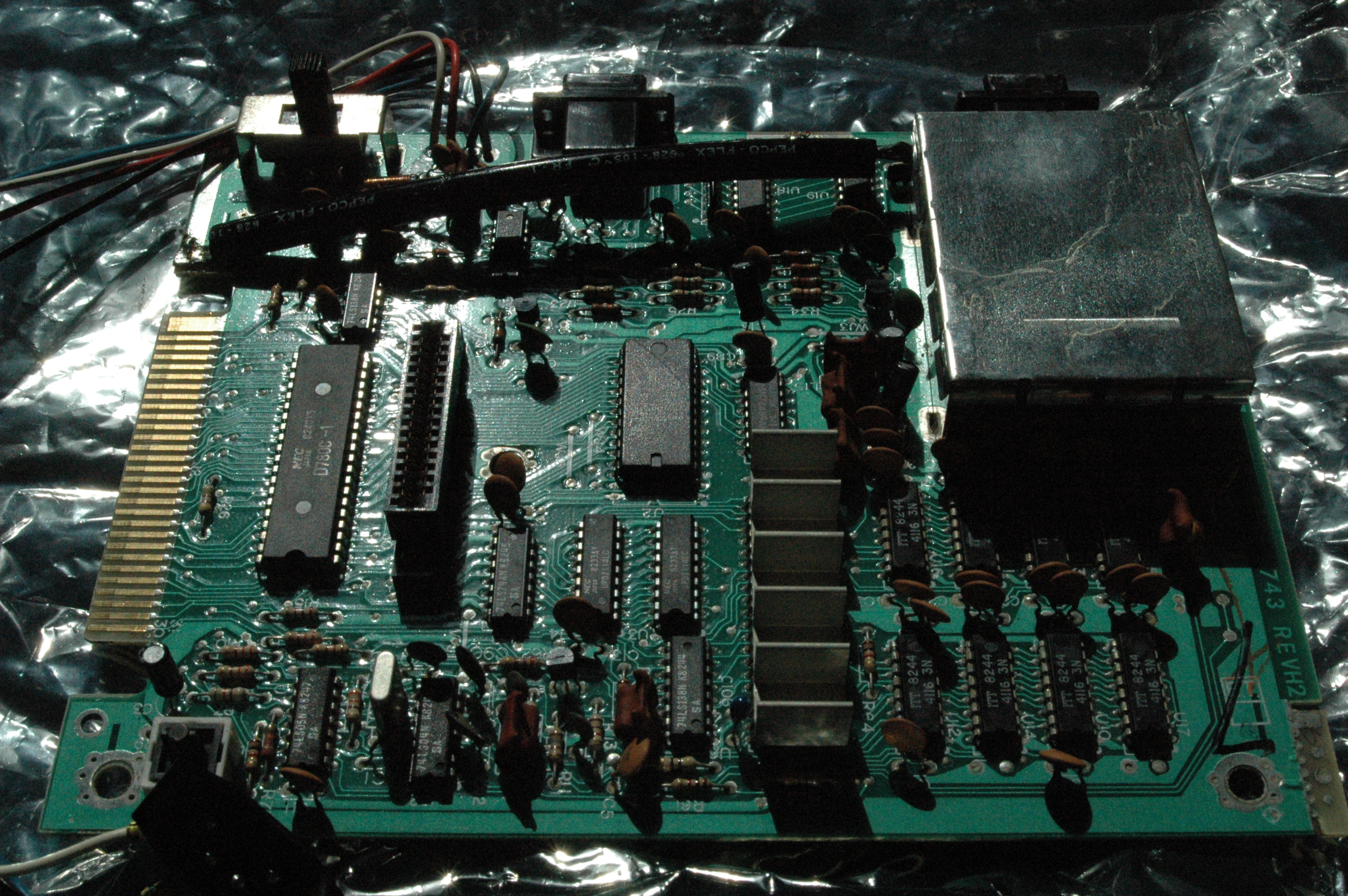